# Friedrich von Eichmann
Friedrich Christoph Eichmann, ab 1860 von Eichmann (* 30. März 1826 in Berlin; † 27. Oktober 1875 in Heidelberg) war ein preußischer Gutsbesitzer und Politiker. Später diente er als preußischer und kaiserlich-deutscher Diplomat.

## Leben

### Herkunft
Friedrich von Eichmann war der Sohn von Franz August Eichmann, preußischer Beamter und Innenminister 1848, und wurde gemeinsam mit seinem Bruder Georg Eichmann am 11. Juni 1860 in Berlin in den preußischen Adelsstand erhoben.

### Werdegang
Eichmann war Gutsherr auf Wallwitz (seit 1945 Drwalewice). Seine Berufslaufbahn begann er als Auskultator. Ab 1851 im auswärtigen Dienst des Königreich Preußen, war er 1851 Legationssekretär in Neapel, 1852 in Konstantinopel (heute Istanbul) und wurde 1855 Legationsrat. 1859 wurde er Vortragender Rat und Wirklicher Legationsrat, ab 1862 im Rang eines außerordentlichen Gesandten und ab 1873 im Dienst des Deutschen Kaiserreichs: 1862 Gesandter in Rio de Janeiro, 1867 in Dresden, 1873 in Konstantinopel, 1874 in Stockholm und 1875 wurde er – nur kurz vor seinem Tod – beurlaubt. Von 1872 bis zu seinem Lebensende war er Mitglied des Preußischen Herrenhauses.

### Familie
Am 14. Februar 1860 heiratete Eichmann in Stettin (Westpommern) Emmy Wietzlow (* 8. Juli 1841 in Stettin; † 13. März 1916 auf Gut Wallwitz, Landkreis Freystadt, Niederschlesien). Das Paar hatte mehrere Kinder:
- Franz Ludwig August (* 21. Januar 1864; † 11. März 1933) ⚭ 27. April 1895 Freiin Louise Marie Emilie von Langermann und Erlencamp (* 5. Juni 1872)
- Friedrich Kornelius Justus Karl (* 23. Januar 1866; † 29. Juni 1918) Regierungspräsident des Regierungsbezirkes Aurich
- Karl Julius Wilhelm (* 18. Juli 1867), Rittmeister ⚭ 7. Juni 1906 Elisabeth Charlotte Rosalie Kalau vom Hofe (* 30. August 1869)
- Luise (Lilly) Kornelia Katharina (* 9. August 1869) ⚭ Graf Georg von Stosch (* 11. Juni 1866; † 12. Oktober 1914), Oberregierungsrat
- Hermann (1872–1873)
- Ernst (* 28. Januar 1875; † 2. Februar 1875)